# Traités de novembre
Traités inter allemands de novembre 1870
 (mars 2021).

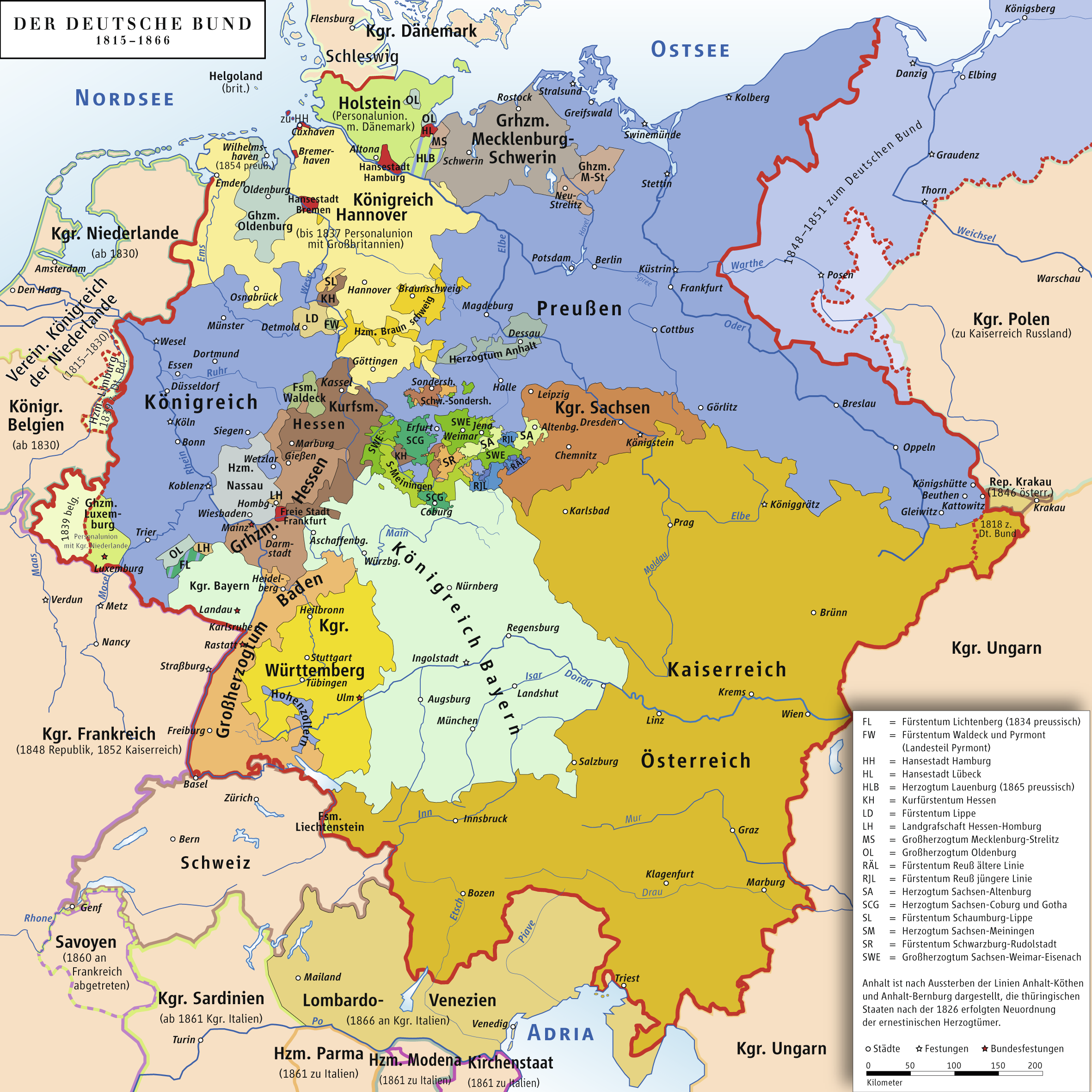
Confédération germanique de 1815 à 1866.

Les traités de novembre (en allemand : Novemberverträge) sont les traités signés en novembre 1870 à Versailles entre, d'une part, la confédération de l'Allemagne du Nord et, d'autre part, les quatre États du sud de l'Allemagne, à savoir : les deux royaumes de Bavière et de Wurtemberg et les deux grands duchés de Bade et de Hesse.
La fondation d'un nouvel État n'était pas alors prévue, ces traités devant conduire à l'extension de la confédération de l'Allemagne du Nord en une confédération allemande. S'ensuivent le 18 janvier 1871, l'adoption de ces traités par le Kaiser à Versailles et, le 16 avril, la Constitution bismarckienne, base du Deuxième Reich.

## Liste des traités
- Traité du 15 novembre 1870, avec la Bade et la Hesse ;
- Traité du 23 novembre 1870, avec la Bavière ;
- Traité du 25 novembre 1870, avec le Wurtemberg.

Les traités de novembre sont, en détail, le traité entre les États d'Allemagne du Nord et les grands duchés de Bade et de Hesse (pas dans le sens de la Confédération germanique de 1815) et l'adoption de la Constitution du 15 novembre ainsi que le traité concernant la Bavière et le Wurtemberg pour les États du Sud du 23 et du 25 novembre 1870, incluant les modifications constitutionnelles.

## Contexte
Après la guerre austro-prussienne de 1866 les États d'Allemagne du Nord sous le commandement de la Prusse se sont associés pour former la confédération de l'Allemagne du Nord. En 1867 une union mutuelle avait été arrangée par des accords et des alliances de protections réciproques. En 1870 la Prusse attaque la France de Napoléon III par surprise, de là les États du Sud se rangent du côté de la Prusse. La défaite de la France dans la guerre franco-allemande de 1870 permet l'unification de l'Allemagne.

## La signature
Durant le siège de Paris en novembre 1870 les représentants de la Prusse et des États du Sud signent le traité. On parvient vite à un accord, ses conditions étaient déjà fixées avant la guerre : la victoire rapide sur la France et des conditions loyales pour une adoption, dont Otto von Bismarck était le garant. Le royaume de Bavière garde ses privilèges (maintien de l'armée bavaroise et ses propres relations étrangères).

## Conséquences
L'unité allemande a lieu et l'Empire allemand est fondé. Les partisans du national-libéralisme sont satisfaits et soutiennent dorénavant Otto von Bismarck.